# Billy-Barquedier-Nationalpark
Der Billy-Barquedier-Nationalpark (englisch Billy Barquedier National Park) ist ein Nationalpark in den Maya Mountains in Belize. Der Park gehört zum Stann Creek Valley im Stann Creek District und erstreckt sich über eine Fläche von 6,58 km². Er liegt auf einer Höhe von 100 m bis 500 m und ist mit tropischem Regenwald bedeckt.

## Geographie
Der Nationalpark grenzt im Norden an das Manatee Forest Reserve. Im Süden liegen die beiden Dörfer Valley Community und Steadfast am Hummingbird Highway.
Benannt ist der Park nach dem sieben Kilometer langen Billy Barquedier Creek, der durch den Süden des Gebiets verläuft und in den North Stann Creek mündet. Barquedier ist ein Begriff, der in der Karibik häufig für einen Anlegeplatz für Boote benutzt wird (wohl von barcadere oder barquadier). Der Begriff ist verwandt mit spanisch embarcadero und französisch débarcadère.
Das Wasser aus dem Norden des Parks fließt über den Mullins River ab, welcher die Nordgrenze des Nationalparks bildet.

## Geschichte
Bereits 1994 gab es erste Schutz-Bemühungen, als die Orte Steadfast, Alta Vista und Valley Community eine Wasserversorgung erhielten. Das Wasser speist sich aus dem Gebiet des Parks. Die Steadfast Tourism and Conservation Association bemühte sich um ein Schutzkonzept und der Park wurde im Dezember 2001 eingerichtet und in die IUCN-Kategorie II eingestuft. Die Verwaltung übernimmt die Steadfast Tourism and Conservation Association (STACA). 2003 wurde die STACA zur Nichtregierungsorganisation.